# Thomas J. Hennen
Thomas John Hennen est un astronaute américain né le 17 août 1952.

## Vols réalisés
Il réalise un unique vol le 24 novembre 1991, lors de la mission Atlantis STS-44, en tant que spécialiste de charge utile.